# 716e Infanteriedivisie (Duitsland)

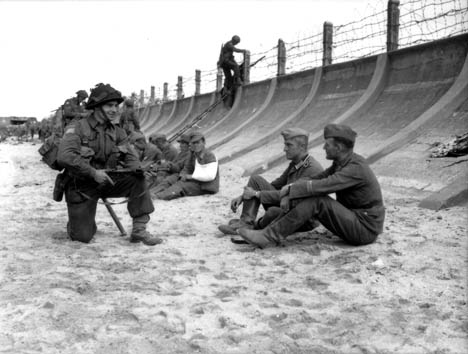
Gevangen van de 716e Infanteriedivisie op Juno Beach

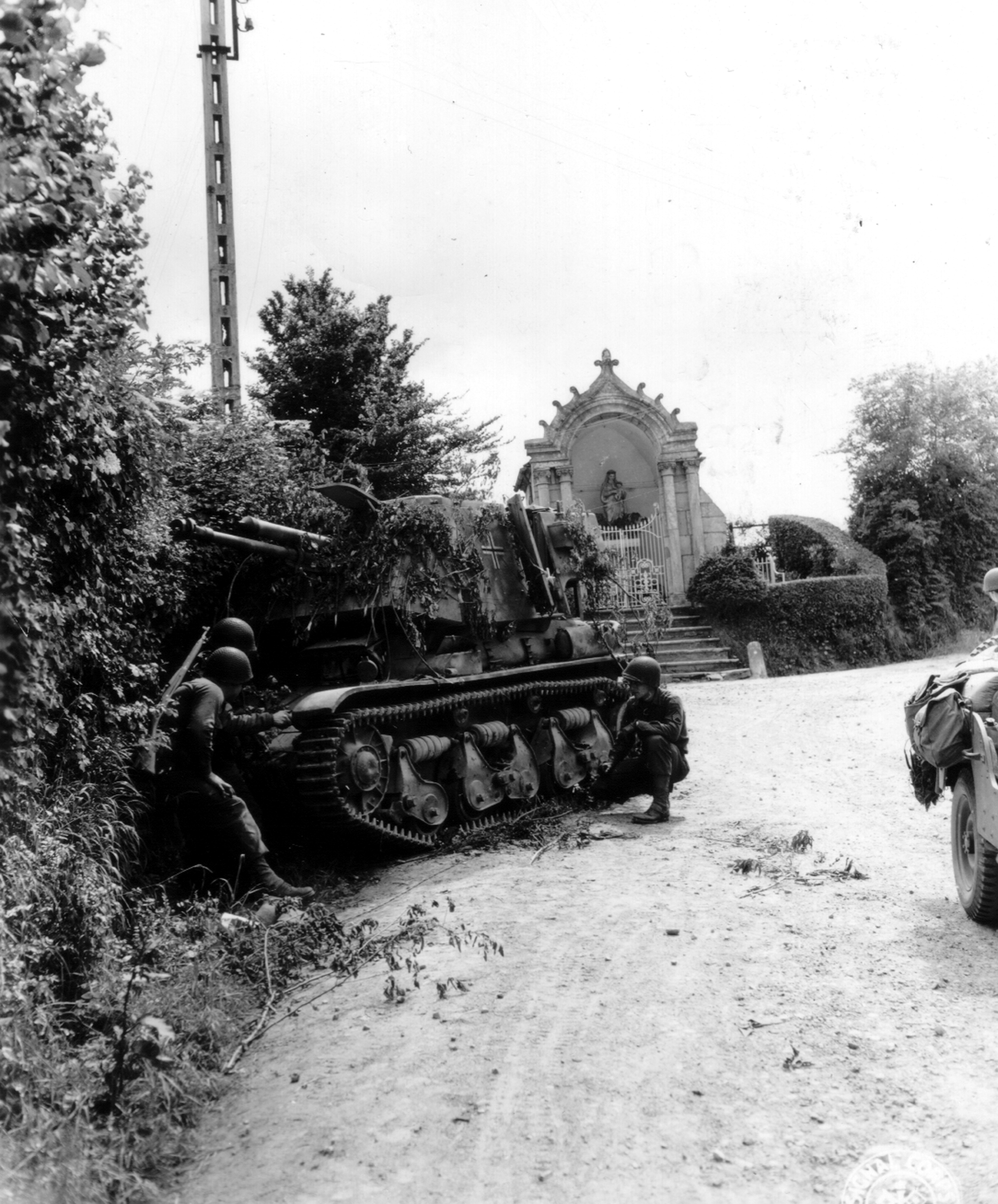
Littry ; one 4,7 cm Pak (t) Panzer- Kampfwagen 35 R (f abandoned. This is an anti-tank gun Czech tank chassis mounted on French Renault R35. He belonged to the Schnelle-Abteilung 517 of 716.ID ; 20 juni 1944.

De Duitse 716e Infanteriedivisie (Duits: 716. Infanterie-Division) was een Duitse infanteriedivisie tijdens de Tweede Wereldoorlog. De divisie werd opgericht op 2 mei 1941. Het werd aanvankelijk opgericht voor bezettingswerkzaamheden in Frankrijk. Ook bevond de divisie zich tijdens het grootste deel van zijn bestaan in dit land.
Tijdens de geallieerde invasie in Normandië was de divisie gelegerd in het oostelijke deel van de geallieerde landingssectoren. Het gebied waar de divisie was gelegerd bevatte Gold Beach, Juno Beach en Sword Beach. De divisie stond tijdens de Slag om Normandie onder leiding van Wilhelm Richter en bestond voornamelijk uit afgekeurde Duitse soldaten en troepen uit het oosten.
Nadat de divisie was vernietigd, werd het heropgericht en overgebracht naar het Middellandse Zeegebied. Daar kreeg het de taak om de kust nabij Spanje te verdedigen tegen een op handen zijnde invasie. Na de geallieerde invasie in Zuid-Frankrijk, werd de divisie overgebracht naar Duitsland. Daar bleef het tot het moment dat de divisie werd vernietigd in de Zak van Colmar.
Op 14 april 1945 werd de divisie voor de tweede maal heropgericht. Ditmaal kreeg het de naam 716e Volksgrenadierdivisie mee. Het gaf zich in mei 1945 over aan de Amerikanen.